# Jakob Dachtler der Jüngere
Jakob Dachtler der Jüngere (* um 1525 in Balingen; † 15. Mai 1598 in Tübingen) war ein deutscher Theologe und Professor für Hebräische Sprache.

## Leben
Jakob Dachtler d. J. stammt aus der Familie der Dachtler (Dachtel) von Herrenberg und wurde um 1525 in Balingen geboren, wahrscheinlich als Enkel des Jakob Dachtler d. Ä  von Herrenberg aus Tübingen, Bürgers zu Balingen, der während des Landshuter Erbfolgekrieges Kurfürst Philipp den Aufrichtigen von der Pfalz und seinen Sohn Ruprecht von der Pfalz in einem Gedicht angegriffen und 1525 im Bauernkrieg am Zug Herzog Ulrichs von Württemberg (1487–1550) gegen Stuttgart teilgenommen hatte. Sein Vater war vermutlich Jo[hanne]s Dachtler, sein Onkel „Jacobus Tachtler de Tübingen (ex Herenberg)“ († nach 1533), der sich am 13. Dezember 1510 in Tübingen immatrikulierte, 1512 als „Dachler ex Herenberg“ das Baccalaureat erwarb, 1515 Magister und 1518 Pfarrer in Ostdorf (heute Stadtteil von Balingen) wurde.
Nach seiner Schulzeit in Rottweil und Rottenburg am Neckar immatrikulierte sich Dachtler 1539 in Tübingen. Im Februar 1544 wurde er zusammen mit Dietrich Schnepf (1525–1586), Georg Liebler (1524–1600) und David Chyträus (1530–1600) zum Magister promoviert. 1546 bis 1548 war Mag. Jakob Dachtler Pfarrer in Ebersbach an der Fils und Faurndau.
1549 immatrikuliert sich Dachtler als Magister wieder in Tübingen und lernte ab 1550 zusammen mit Jacob Heerbrand (1521–1600), Jakob Andreae (1528–1590) und Dietrich Schnepf privatim Hebräisch bei Erasmus Oswald Schreckenfuchs (1511–1579). 1552 war Dachtler Adjunkt des „Magister domus stipendii“ Georg Liebler in der herzoglichen Stipendiaten-Anstalt. 1553 bis etwa 1557 war Jakob Dachtler Pfarrer in Biberach, 1558 wurde er Pfarrer und 1559 als Nachfolger von Leonhard Culmann (1497/98–1562) Superintendent in Wiesensteig in der Grafschaft Helfenstein. In Dachtlers Amtszeit fiel 1562/63 die große Hexenverfolgung in der Herrschaft Wiesensteig. 1567 wurde Dachtler im Zuge einer Rekatholisierung von Graf Ulrich XVII. (1524–1570) aus der Grafschaft Helfenstein vertrieben.
Jakob Dachtler erhielt eine Anstellung in Tübingen und wurde 1568 Professor für Hebräisch. 1573 berieten die Tübinger Schnepf, Heerbrand, Brenz und Dachtler die niedersächsischen Theologen des Herzogs Julius von Braunschweig-Wolfenbüttel um Martin Chemnitz (1522–1586) und bereiteten damit die Abfassung der Konkordienformel (1577) mit vor.
1575 wurde Dachtler wegen „Schwächlichkeit“ von der Arbeitsverpflichtung entbunden, sein Nachfolger in der Professur wurde Johannes Bartenbach († 1579). Dachtler erhielt von Herzog Ludwig dem Frommen (1554–1593) eine Leibrente und half in seinem Ruhestand immer wieder im Tübinger Pfarrdienst oder als Sprachdozent an der Universität aus. Er wurde „der fromm Dachtler“ genannt.
1577 hielt er die Grabrede für Johannes Mendlin (1505–1577) aus Tübingen, Prior des Zisterzienserklosters Bebenhausen und Professor der Logik und Dialektik, 1565 Rektor der Universität Tübingen, und 1581 die Grabrede für Juliane Winther (* um 1525; † 1581), verw. Schwarz, die Frau von Samuel Heiland (1533–1592), Professor der Ethik. In Tübingen trug sich Dachtler 1580 in das Stammbuch von Haubold Flettacher d. J. († nach 1588), 1584 in das Stammbuch von Paul Jenisch (1551–1612) 1592 in das Stammbuch von Daniel Prasch (1562–1630), 1593 in das Stammbuch von Caspar Lobmüller (1574–1612) und 1596 in das Stammbuch von Seifrid von Gall zu Gallenstein (Gabrska Gora), Rudolfseck und Lichtenegg († nach 1635) ein.
Jakob Dachtler starb am 15. Mai 1598. Für die Leichenrede forderte Martin Crusius (1526–1607) einen Lebenslauf (cursus vitae) von Dachtlers Schwiegersohn Mag. Friedrich Räch an.

## Familie
Jakob Dachtler war mehrmals verheiratet: ⚭ I. (vermutlich) N. N., wohl † in Biberach, ⚭ II. 1556 Catharina Brandmiller aus Biberach, Tochter eines Seilers, ⚭ III. 1576 Anna Motzer († 1588), Witwe von Wolf Weininger aus Tübingen, ⚭ IV. 1588 Maria Megler, Witwe von Pfarrer Georg Bürklin (1542–1569) aus Neuenstadt am Kocher.
Seine Kinder waren:
1. Theophil oder Gottlieb, geboren 1553 oder 1554 in Biberach, Jurist und Autor, Ratsconsulent der Stadt Straßburg, † nach 1630 vermutlich in Straßburg,
2. Maria († nach 1585), geboren in Biberach, heiratete 1576 Lazarus Bertsch (1554–1613), Sohn von Pfarrer Ludwig Bertsch aus Schorndorf,
3. Catharina († 1585), ebenfalls geboren in Biberach, † an der Pest in Laufen, heiratete 1576 Mag. Friedrich Räch (Rehe) († 1585), Sohn von Sebastian Räch aus Gärtringen,
4. Blandina (1567–1600), geboren in Tübingen, † in Gräfenhausen, heiratete 1587 Mag. Ludwig Leipzig aus Schorndorf, später Ober-Pfarrer in Biberach, 1624 evangelischer Abt der Schule in Kloster Murrhardt, 1633 Abt in Kloster Maulbronn, musste 1634 dem katholischen Abt Schaller weichen,
5. Anna (* 1573).

Der Pfarrer an St. Theodor und Professor für Altes Testament in Basel Johann Brandmüller (1533–1596) aus Biberach war Dachtlers Schwager.

## Varia
1596 geriet ein nicht mit Vornamen genannter Verwandter Dachtlers in Verdacht, in Tübingen bei dem Teufelspakt mit „Awerhan in der Hellen“ des Studenten David Leipzig (Lipsius) aus Erfurt, der dazu durch eine Lesung des Magisters Urban Busius aus dem Volksbuch vom Doktor Faust angeregt worden war, beteiligt gewesen zu sein; er sei nach Aussage des Karzer-Wächters im Besitz eines Buchs gewesen, „darin vil Magica und segen“.

## Werke
- ᾿Ιακώβος Δαχθλήρος / Iacobus Dachtlerus: ῾Ομιλία S. Πάλιν πέρι τοῦ συμβόλου τῆς πίστεως / Concio VI. Iterum explicatum Symbolum Apostolicum,[22] ῾Ομιλία ΙΒ. Πάλιν πέρι τῆς κυριακῆς προσευχῆς / Concio XII. Iterum de oratione Dominica.[23] In: Martin Crusius (Hrsg. und teilweise Übersetzer), Leonhard Engelhart, Dietrich Schnepf, Jakob Dachtler, Jacob Andreae, Ägidius Hunnius, Jacob Heerbrand, Johannes Liebler: Πολίτευμα ὀυράνιον, ἤτοι κατηχητικαὶ ὁμιλίαι, Μαρτίνου τοῦ Κρουσίου ἐκδόντος / Civitas Coelestis, seu Catecheticae Conciones,[24] a Martino Crvsio editae (griechisch/latein.). Eivsdem Martini Crvsii, Ad Civitatem Coelestem appendix. Georg Gruppenbach, Tübingen 1578, S. 34–40 und S. 78–83 (Digitalisat der Bayerischen Staatsbibliothek München)
  - 2. erweiterte Auflage. Georg Gruppenbach, Tübingen 1588 (Digitalisat der Staatsbibliothek zu Berlin)
- [Exzerpt] Grabrede über 2. Tim 4 für Mag. Johann Mendlin, o. O. o. J. [1577]
  - (Auszugsweise wiedergegeben in:) Martin Crusius: Schwäbische Chronick, hrsg. von Johann Jacob Moser, Bd. II, Frankfurt am Main: Wohler 1738, S. 337 (Digitalisat der Bayerischen Staatsbibliothek München)
- [Griechische Grabrede] Oratio in obitu Julianae Uxoris Sam. Hailandi, o. O. o. J. [1581][25]